# Märretjärnet, Bohuslän
Märretjärnet är en sjö i Tanums kommun i Bohuslän och ingår i Enningdalsälvens huvudavrinningsområde.